# Séisme de 2016 à Fukushima
 (avril 2025).
Motif : pas d'indice d'une notoriété pérenne, séisme sans dégâts ni victimes, pas de sources dans la durée
- Archive Wikiwix
- Bing
- Cairn
- DuckDuckGo
- E. Universalis
- Gallica
- Google
- G. Books
- G. News
- G. Scholar
- Persée
- Qwant
- (zh) Baidu
- (ru) Yandex
- (wd) trouver des œuvres sur Wikidata

| 1. | Préciser le motif de la pose du bandeau. | Précisez le motif de la pose du bandeau en utilisant la syntaxe suivante : {{admissibilité à vérifier\|date=juillet 2025\|motif=remplacez ce texte par le motif}}                               |
| 2. | Informer les utilisateurs concernés.     | Pensez à avertir le créateur de l'article, par exemple, en insérant le code ci-dessous sur sa page de discussion : {{subst:avertissement admissibilité à vérifier\|Séisme de 2016 à Fukushima}} |

Le 22 novembre 2016, un tremblement de terre d'une magnitude de 6,9 a frappé le Japon, à 73 km au large des côtes de la préfecture de Fukushima à 5 h 59, heure locale, au sud-est de la ville de Namie, à une profondeur de 25 km. Un tsunami d'une hauteur inconnue a été repéré à 22 km de la côte de la ville d'Iwaki.
Les autorités japonaises ont appelé les habitants de la région côtière de Fukushima à évacuer immédiatement parce qu'ils estimaient qu'un tsunami avec des vagues de trois mètres pouvait se produire. En réalité la hauteur du tsunami a été d'un mètre et les dégats humains sont limités à quelques personnes légèrement blessées.